# 피어 앤 헝거
Fear & Hunger (통역: 공포와 허기)는 핀란드 게임 개발자 미로 하베리넨('Miro Haverinen')이 개발한 2018년 서바이벌 호러 롤플레잉 비디오 게임이다. 중세와 초기 근대를 배경으로한 다크 판타지 게임으로, 게임 내에 플레이 가능한 4명의 캐릭터 중 한 명을 골라 공포와 허기의 던전을 탐험하며 위협적인 함정, 퍼즐, 괴물에 맞서 더 깊숙이 들어가 용병 지도자 리가르드(Le'garde) 를 찾아야 하는 이야기를 담고 있다.
비평가들은 게임의 분위기, 게임 플레이, 스토리텔링, 난이도를 칭찬한 반면, 종종 나타나는 오타와 특히 성폭력 과 같은 민감한 주제를 다루는 방식에 대해서는 비판했다. 그래도 전반적으로 긍정적인 반응을 받은 편이다.
후속작인 Fear & Hunger 2: Termina는 2022년에 개봉되었다.

## 게임플레이
게임 시작시 플레이 가능한 캐릭터들은 용병, 기사, 어둠의 사제, 이방인 등등이 있다. 캐릭터 선택 후 플레이어는 캐릭터의 서사의 대한 선택을 통해 다양한 아이템들이나 능력을 얻을 수 있다. 플레이어는 4가지의 난이도 옵션 중 하나를 선택할 수 있으며, 마지막 난이도 옵션은 게임 플레이를 통해 해금해야 선택이 가능하다. 플레이어는 공포와 허기의 던전을 탐험하며 던전을 점령하고 있는 수많은 몬스터들과 함정들한테서 도망치거나 싸워야한다. 게임 내내 플레이어는 수많은 NPC를 만날 수 있으며, 그 중 일부는 플레이어 파티 에 모집할 수 있다.
이 게임은 전투 도중 적의 다양한 신체 부위를 표적으로 삼을 수 있는 것이 특징이다. 마찬가지로, 적의 공격으로 인해 플레이어의 캐릭터의 사지가 영구적으로 손실되어 속도와 무기 사용 능력에 영향을 미칠 수 있다. 또한 플레이어는 게임 내내 시간이 지날수록 악화되는 배고픔과 정신 건강을 유지해야 한다. 저장을 포함한 게임 내 대부분의 이벤트들은 동전 던지기 메커니즘을 사용하며, 플레이어는 '앞면' 또는 '뒷면' 결과를 정확하게 예측해야 게임오버나 원치 않는 전투 이벤트 등등을 회피할 수 있다.
게임의 엔딩은 플레이어가 내린 선택에 따라 갈린다.

## 개발
Fear & Hunger 는 RPG Maker MV 엔진을 통해 2년에 걸쳐 개발되었다.
이 게임은 미로 하베리넨이 거의 본인 혼자 전부 디자인했다. 한 인터뷰에서 그는 이 게임에 대한 아이디어를 학창 시절에 반 친구들에게 음침한 지하 감옥에서 벌어지는 도덕적으로 어색한 가정적 이야기를 제안하면서 생겨났다고 말했다. Fear & Hunger 의 첫 번째 데모는 하베리넨의 논문의 실제적인 부분으로 사용되었다. 하버리넨은 이 게임에 대한 영감은 끊임없는 어둠의 감각을 만들고 절망과 공포를 불러일으키는 다양한 방법을 실험하고 싶은 욕구에서 나왔다고 밝혔다. 하버리넨은 사일런트 힐, 헬레이저, 암네시아: 다크 디센트, 네스택, 베르세르크, 소울 게임, 모탈 컴뱃 등을 모두 영감으로 삼았다. 수영이 가능한 부분을 포함한 게임의 일부는 개발 중에 삭제되었다.

## 게임 출시
Fear & Hunger는 2018년 12월 11일에 Steam 과 Itch.io에 출시되었다.